# 지방도 제912호선
지방도 제912호선은 경상북도 상주시 청리면 청하리 청리 교차로에서 청송군 현서면 구산리를 잇는 경상북도의 지방도이다. 의성읍 중심지를 통과하며 지방도 제927호선과 중첩되는 부분이 있다. 

## 연혁
- 2003년 2월 20일 : 노선 폐지 및 재지정[1]
- 2005년 11월 : 상주시 청리면 청하리 ~ 청상리 1.18km 구간 도로 재포장[2]
- 2007년 6월 13일 : 안사 ~ 신평간 도로(의성군 신평면 교안리) 3.02km 구간 확장 개통[3]
- 2018년 11월 15일 : 노선 기점을 상주시 청리면 청하리로 연장 및 전체 노선 연장 5.1km 단축.[4]
- 2021년 12월 6일 : 실연장 반영으로 총 연장을 107.37km에서 102.9km로 변경.[5]
- 2024년 7월 16일 : 안평 ~ 의성간 도로(의성군 안평면 신월리 ~ 의성읍 철파리) 2.6km 구간 확장 개통, 기존 2.567km 구간 폐지[6]

## 주요 경유지
- 상주시
  - 청리면 청리 교차로 - 청리삼거리 - 청리교 - 청리교 북단 - 청상저수지 - 청상리
  - 낙동면 용포리 - 용포교 - 신오리 - 수창리

- 구미시
  - 옥성면 산촌마을입구 - 산촌리 - 옥관리 - 구봉삼거리 - 제1구봉교 - 구봉리

- 상주시
  - 낙동면 낙단 교차로 - 낙동삼거리 - 낙단교

- 의성군
  - 단밀면 낙단교 - 낙정정류소 - 낙단보 좌안 - 생송리 - 생송교 - 주선리 - 단밀중학교 - 단밀교
  - 단북면 단밀교 - 이연리 - 노연리 - 단밀약방 - 삼성중학교 - 용기삼거리 - 용기사거리 - 용기 교차로 - 하덕교 - 도덕리
  - 안사면 안사면사무소 - 안사교 - 안사리
  - 신평면 검곡리 - 마안교 - 검실재
  - 안평면 검실재 - 금곡리 - 하령리 - 하령교 - 창길리 - 안평중학교 - 안평파출소 - 안평초등학교 - 안평면사무소 - 박곡리 - 신월교 - 석탑리 - 광암교 - 신월리
  - 의성읍 철파리 - 철파교 - 철파사거리 - 철파2교 - 의성교 동단 - 북원사거리 - 의성시외버스터미널 - 의성역 (역전오거리) - 의성초등학교 - 의성군청 - 의성고등학교 - 대구지방법원 의성지원 - 의성여자중학교 - 지곡서원 - 상리삼거리 - 상리리
  - 사곡면 오상리 - 신감리 - 신감삼거리 - 신감교 - 양지리 - 사곡초등학교 (폐교) - 사곡면사무소 - 의성중학교 사곡분교 (폐교) - 매곡리 - 사곡저수지 - 공정리 - 사곡령

- 청송군
  - 현서면 사곡령 - 화목리

## 중복 구간
- 상주시 낙동면 용포교 동단 ~ 구미시 옥성면 산촌마을입구 : 지방도 제916호선과 중복
- 구미시 옥성면 구봉삼거리 ~ 상주시 낙동면 낙동삼거리 : 국도 제59호선과 중복
- 의성군 단북면 단밀약방 ~ 삼성중학교 : 지방도 제923호선과 중복
- 의성군 신평면 마안교 동단 ~ 안평면 안평파출소 : 지방도 제927호선과 중복
- 의성군 사곡면 신감리 ~ 신감삼거리 : 국가지원지방도 제79호선, 지방도 제930호선과 중복

## 도로명
- 상주시 청리면 청리 교차로 ~ 청리삼거리 : 마공공단로
- 상주시 청리면 청리삼거리 ~ 청하교 남단 : 남상주로
- 상주시 청리면 청하교 남단 ~ 청리교 북단 : 청리중앙로
- 상주시 청리면 청리교 북단 ~ 낙동면 용포교 동단 : 수선로
- 상주시 낙동면 용포교 동단 ~ 구미시 옥성면 산촌마을입구 : 선상서로
- 구미시 옥성면 산촌마을입구 ~ 구봉삼거리 : 산촌옥관로
- 구미시 옥성면 구봉삼거리 ~ 상주시 낙동면 낙동삼거리 : 선상동로
- 상주시 낙동면 낙동삼거리 ~ 의성군 단밀면 낙단교 남단 : 영남제일로
- 의성군 단밀면 낙단교 남단 ~ 단북면 용기삼거리 : 도안로
- 의성군 단북면 용기삼거리 ~ 용기사거리 : 서부로
- 의성군 단북면 용기사거리 ~ 신평면 마안교 동단 : 안신로
- 의성군 신평면 마안교 동단 ~ 안평면 안평파출소 : 봉호로
- 의성군 안평면 안평파출소 ~ 의성읍 의성교 동단 : 안평의성로
- 의성군 의성읍 의성교 동단 ~ 북원사거리 : 홍술로
- 의성군 의성읍 북원사거리 ~ 의성역 : 문소3길
- 의성군 의성읍 의성역 ~ 의성여자중학교 : 군청길
- 의성군 의성읍 의성여자중학교 ~ 지곡서원 : 상리길
- 의성군 의성읍 지곡서원 ~ 상리삼거리 : 충효로
- 의성군 의성읍 상리삼거리 ~ 청송군 현서면 화목리 : 의성사곡로

## 논란
2010년 10월 6일에 낙단보 건설현장에서 이 지방도 하단부 바위에 고려시대 전기에 만들어진 것으로 추정되는 마애보살좌상이 발견되었다. 이 때 부득이 지름 10cm 가량의 구멍을 뚫는 작업을 하던 중 발견된 것이라 마애불 좌상의 상단 우측 광배부분이 훼손됐다. 이후 이번에 발견된 마애불 말고도 또다른 제2의 마애불이 있다는 제보가 잇따르고 불교계에서도 논란이 되었다. 이후 문화재청에서 발굴해보기로 하여 해당 구간이 폐쇄될 뻔했으나 수개월 동안 조사를 해도 더 이상 마애불이 발견되지 않았다.
한편 발견된 마애보살좌상은 의성 생송리 마애보살좌상이라는 이름으로 경상북도 유형문화재 제432호로 지정되었다.